# Assigned Amount Unit
Assigned Amount Units (AAU) sind UNO-Emissionszertifikate, welche zum Handel zwischen den Annex-I-Staaten (Industriestaaten) des Kyoto-Protokolls berechtigen. Ein AAU-Zertifikat entspricht der Emission von Treibhausgasen äquivalent zu einer Tonne CO2. Sie zählen zu den flexiblen Mechanismen des Kyoto-Protokolls, mit denen Staaten ihre Verpflichtungen aus dem Protokoll einhalten können, indem sie für Emissionsreduktionen in anderen Staaten zahlen.
Für die erste Kyoto-Verpflichtungsperiode (2008 bis 2012) haben die am Kyoto-Protokoll teilnehmenden Annex-B-Staaten AAUs zugeteilt bekommen. Die Höhe der Zuteilungen entspricht dabei den im Anhang B des Kyoto-Protokolls festgelegten Emissionsobergrenzen, die als Emissionsreduktionen gegenüber einem Basisjahr (für die meisten Staaten 1990) festgelegt sind. Am Ende der Verpflichtungsperiode müssen die Industriestaaten so viele Emissionszertifikate abgeben, wie es den tatsächlichen Emissionen entspricht. Dabei können AAUs teilweise durch Emission Reduction Units (ERU), Certified Emission Reductions (CER) und Removal Units (RMU) ersetzt werden, die durch die projektbasierten flexiblen Mechanismen Joint Implementation (JI), Clean Development Mechanism (CDM) bzw. durch das Schaffen neuer Kohlenstoffsenken generiert werden.
Am Ende der ersten Verpflichtungsperiode reichten alle Annex-B-Staaten eine ausreichende Zahl an Zertifikaten ein und erfüllten ihre Verpflichtungen; manchen Ländern war dies nur durch den Zukauf von Zertifikaten möglich. Die meisten überschüssigen AAUs wurden von Polen, Rumänien und der Tschechischen Republik verkauft. Die wichtigsten Käufer waren Japan, die EU und Neuseeland. Der größte Anteil der Käufe in der EU erfolgte von privater Seite über das EU-Emissionshandelssystem.
Die zweite Verpflichtungsperiode 2013–2020 tritt Ende 2020 für kurze Zeit in Kraft (→ Post-Kyoto-Prozess). Damit sind die teilnehmenden Staaten verpflichtet, ihre Emissionen gegenüber 1990 um im Mittel 18 % zu reduzieren. Verbuchung von und Handel mit Emissionszertifikaten, einschließlich AAUs, werden somit erfolgen: Die verpflichteten Staaten erhalten Ende 2020 eine ihren zulässigen Emissionen entsprechende Zahl AAUs zugeteilt und müssen eine ihren tatsächlichen Emissionen entsprechende Zahl Zertifikate vorweisen, die sie, bei zu hohen Emissionen, zukaufen müssen.